# Selbstenergiefunktionaltheorie
Die Selbstenergiefunktionaltheorie ist ein variationelles Berechnungsverfahren der quantenmechanischen Vielteilchentheorie, die  Systeme mit einer großen Zahl von miteinander wechselwirkenden Teilchen beschreibt. Das Verfahren wird vorteilhaft eingesetzt bei stark korrelierten (gekoppelten) Elektronensystemen, wie sie bei Magneten und Supraleitern vorgefunden werden.

## Anliegen
Die Rechenzeit für die Berechnung von Mehrteilchensystem steigt stark mit der Anzahl der Teilchen {\displaystyle N} und das mindestens mit {\displaystyle N^{3}}. Soll beispielsweise die Genauigkeit durch Verdopplung der Anzahl der betrachteten Teilchen verbessert werden, erhöht sich die Wartezeit vor dem Computer auf das Achtfache. Ein gern genutzter Lösungsansatz fasst Gruppen von Teilchen zusammen, approximiert also mit Clustern unter Vereinfachung der Wechselwirkungen der Teilchen in einem Cluster. 
Ein anderer Ansatz besteht in der möglichst genauen Berechnung ähnlicher Vergleichssysteme und "Umrechnung" dieser Systeme in das gegebene System. Diesen Ansatz verfolgt die Selbstenergiefunktionaltheorie (SFT). In der Sprache der SFT heißt das:
Die Selbstenergiefunktionaltheorie (SFT) liefert einen Ansatz, mit dem recht exakt die Selbstenergie großer Systeme mithilfe kleiner und vor allem mit relativ geringem Rechenaufwand möglichst exakt lösbarer Referenzsysteme berechnet werden kann. Mit diesem Verfahren entkoppelt der Rechenaufwand weitgehend von der Größe des Systems.

## Systembeschreibung
Die SFT, erstmals als Selbstenergiefunktionalansatz (SFA) von M. Potthoff 2003 veröffentlicht, stellt ein Variationsprinzip ohne Approximation der funktionalen Abhängigkeit mit der Selbstenergie {\displaystyle \,\Sigma } als dynamische Basisvariable dar.
Dabei wird das aus der Thermodynamik bekannte großkanonische Potential als Funktional der Selbstenergie ({\displaystyle \,\Omega [\Sigma ]}) konstruiert, das bei der exakten Selbstenergie des Systems stationär wird.
Für die Test-Selbstenergien werden möglichst exakt lösbare Referenzsysteme
{\displaystyle \,H=H_{0}(t)+H_{1}(U)} mit der gleichen Wechselwirkung wie das OriginalsystemLink aktualisiert
{\displaystyle H^{\prime }=H_{0}(t^{\prime })+H_{1}(U)} benötigt.
Hierbei bezeichnen {\displaystyle \,t} bzw. {\displaystyle t^{\prime }} den sog. Hopping-Parameter des nicht-wechselwirkenden Anteils des jeweiligen Hamilton-Operators und {\displaystyle \,U} die Wechselwirkungsstärke.

## Genauere Darstellung
(Die folgende Entwicklung benutzt den Greensfunktionsformalismus der Vielteilchentheorie (siehe Weblinks)).
Das großkanonische Potential {\displaystyle \,\Omega } ist als Funktional der temperaturabhängigen Greensfunktion (Matsubara-Funktion) {\displaystyle G} gegeben durch:
{\displaystyle \Omega [G]=\Phi [G]+{\text{Tr}}\ln(-G)-{\text{Tr}}((G_{0}^{-1}-G^{-1})G),}
wobei die Spur {\displaystyle {\text{Tr}}} definiert ist als
{\displaystyle {\text{Tr}}A=\beta ^{-1}\sum _{\omega }e^{\mathrm {i} \omega 0^{+}}{\text{tr}}A}
und {\displaystyle \,\beta } die inverse Temperatur ist. Das in dem großkanonischen Potential auftretende Luttinger-Ward-Funktional {\displaystyle \,\Phi [G]} ist dabei definiert als Summe der Beiträge aller geschlossenen, zusammenhängenden, angezogenen Skelett-Diagramme:
{\displaystyle \Phi =\sum _{n=1}^{\infty }{\frac {1}{2n\beta }}\sum _{\omega }{\text{tr}}(\Sigma ^{(n)}G)}
Da i. A. der exakte funktionale Zusammenhang für {\displaystyle \Omega } unbekannt ist, bietet sich der Übergang zum Funktional der Selbstenergie {\displaystyle \Sigma } an:
{\displaystyle \Sigma [G]\rightarrow G[\Sigma ]}
Dabei muss angenommen werden, dass {\displaystyle \,\Sigma [G]} lokal invertierbar ist, das System sich also nicht an einem kritischen Punkt für einen Phasenübergang befindet.
Das großkanonische Potential als Funktional der Selbstenergie ist dann:
{\displaystyle \Omega [\Sigma ]={\text{Tr}}\,\ln(-(G_{0}^{-1}-\Sigma )^{-1})+F[\Sigma ]}
wobei {\displaystyle \,F[\Sigma ]=\Phi [G[\Sigma ]]-{\text{Tr}}(\Sigma G[\Sigma ])} die Legendre-Transformierte des Luttinger-Ward-Potentials {\displaystyle \,\Phi [G]}  ist.
Da das Luttinger-Ward-Funktional {\displaystyle \,\Phi [G]}  formal als Summe der Beiträge aller geschlossenen, zusammenhängenden angezogenen Skelett-Diagramme konstruierbar ist, ist dieses nur von der Wechselwirkung abhängig. Somit ist aber auch die Legendre-Transformierte {\displaystyle \,F[\Sigma ]}  nur abhängig von der Wechselwirkung. Haben nun die Referenzsysteme die gleiche Wechselwirkung wie das Originalsystem, so ist {\displaystyle \,F} universell und lässt sich aus dem großkanonischen Potential eliminieren, indem {\displaystyle \,F[\Sigma ]} durch das Referenzsystem ausgedrückt wird:
{\displaystyle F[\Sigma ]=\Omega '[\Sigma ]-{\text{Tr}}\ln(-(G_{0}^{'-1}-\Sigma )^{-1})}
Damit ist also das großkanonische Potential des Originalsystems:
{\displaystyle \Omega [\Sigma ]=\Omega '[\Sigma ]+{\text{Tr}}\ln(-(G_{0}^{-1}-\Sigma )^{-1})-{\text{Tr}}\ln(-(G_{0}^{'-1}-\Sigma )^{-1}))}

## Stationaritätsbedingung
Die genaue Selbstenergie {\displaystyle \,\Sigma } erfüllt die folgende Stationaritätsbedingung:
{\displaystyle {\frac {\delta \Omega [\Sigma ]}{\delta \Sigma }}=0,}
d. h. für die exakte Selbstenergie liegt für das großkanonische Potential ein Extremum oder ein Sattelpunkt vor. Diese Stationaritätsbedingung muss lediglich mithilfe der mit anderen Mitteln möglichst exakt berechneten Selbstenergien der Referenzsysteme getestet werden. Wird eine Selbstenergie gefunden, die näherungsweise diese Bedingung erfüllt, so hat man eine Näherungslösung für die Selbstenergie und des großkanonischen Potential des Originalsystems.